# Clostridiaceae
Clostridiaceae è una famiglia di batteri appartenente all'ordine Clostridiales.
Comprende i seguenti generi:
- Acetanaerobacterium
- Acetivibrio
- Acidaminobacter
- Alkaliphilus
- Anaerobacter
- Anaerotruncus
- Anoxynatronum
- Bryantella
- Caloramator
- Caloranaerobacter
- Caminicella
- Clostridioides
- Clostridium
- Coprobacillus
- Dorea
- Ethanoligenens
- Faecalibacterium
- Fastidiosipila
- Garciella
- Gracilibacter
- Guggenheimella
- Hespellia
- Natronincola
- Oxobacter
- Parasporobacterium
- Sarcina
- Soehngenia
- Sporacetigenium
- Sporobacter
- Subdoligranulum
- Tepidibacter
- Tepidimicrobium
- Thermobrachium
- Thermohalobacter
- Tindallia